# Classe Sura
La Classe Sura  (Projet 145) est une classe de navire de transport avec capacité de cargo polyvalent de la marine russe.

## Bâtiments
Construits à Rostock, ils sont entrés en service entre 1965 et 1978. Ils sont équipés d'un monte-charge en poupe, capable de soulever des charges de 65 tonnes.
Il reste 5 navires en service:
- KIL-21: Flotte du Pacifique.
- KIL-22: Flotte du Nord.
- KIL-25: Flotte de la mer Noire.
- KIL-27: Flotte du Pacifique.
- KIL-31: Flotte du Nord.